# 강릉경찰서
강릉경찰서(江陵警察署, Gangneung Police Station)는 강원특별자치도경찰청이 관할하는 경찰서 중 하나이다. 강원특별자치도 강릉시 일대를 관할한다. 강원특별자치도 강릉시 강릉대로 377(포남동)에 위치하고 있다.
서장은 총경으로 보한다.

## 연혁
- 1906년 8월 : 강원도경무서 강릉분서 설치

## 관할 파출소 및 지구대
| 명칭       | 사진 | 주소                 | 관할구역                              | 치안센터                  |
| ---------- | ---- | -------------------- | ------------------------------------- | ------------------------- |
| 중부지구대 |      | 용지로 172           | 교2동, 중앙동, 포남1·2동              |                           |
| 동부지구대 |      | 경강로 2439          | 송정동, 초당동                        |                           |
| 서부지구대 |      | 하슬라로 223         | 교1동, 홍제동, 내곡동, 옥천동, 성산면 | 성산치안센터              |
| 남부지구대 |      | 임영로 74            | 강남동, 성덕동, 구정면, 강동면        |                           |
| 북부지구대 |      | 주문진읍 주문로 130  | 주문진읍, 연곡면, 경포동, 사천면      | 경포치안센터 사천치안센터 |
| 강동파출소 |      | 강동면 율곡로 1954   | 강동면, 왕산면                        |                           |
| 옥계파출소 |      | 옥계면 현내시장길 26 | 옥계면                                |                           |

## 같이 보기
- 강원특별자치도경찰청